# ヴィッラ・ファラルディ
ヴィッラ・ファラルディ(伊: Villa Faraldi)は、イタリア共和国リグーリア州インペリア県にある、人口約400人の基礎自治体（コムーネ）。

## 地理

### 位置・広がり

#### 隣接コムーネ
隣接するコムーネは以下の通り。括弧内のSVはサヴォーナ県所属を示す。
- アンドーラ (SV)
- ディアーノ・サン・ピエトロ
- サン・バルトロメーオ・アル・マーレ
- ステッラネッロ (SV)

### 地震分類
イタリアの地震リスク階級 (it) では、3 に分類される
。

## 行政

### 分離集落
ヴィッラ・ファラルディには、以下の分離集落（フラツィオーネ）がある。
- Deglio Faraldi, Riva Faraldi, Tovetto, Tovo Faraldi